# L'Ami (film, 1987)
Pour les articles homonymes, voir L'Ami.
Pour plus de détails, voir Fiche technique et Distribution.
L'Ami (Друг) est un film soviétique réalisé par Leonid Kvinikhidze, sorti en 1987,.

## Fiche technique
- Photographie : Evgeni Gouslinski
- Musique : Alexandre Rozenbaoum
- Décors : Evgeni Tcherniaiev
- Montage : Inessa Brojovskaia